# Naturhistoriska riksmuseet
Het Naturhistoriska riksmuseet is een natuurhistorisch museum in Stockholm. Het museum valt onder de Zweedse overheid en rapporteert aan het ministerie van cultuur. Het museum richt zich op de promotie van kennis en onderzoek van de oorsprong en ontwikkeling van het heelal en de aarde, de flora en fauna en de biologie en natuurlijke omgeving van mensen. De onderzoeksgebieden waar het museum zich op richt, zijn botanie, zoölogie, paleontologie, geologie en ecotoxicologie.

## Geschiedenis
Jonas Alströmer doneerde in 1739 een schimmel op de eerste bijeenkomst van de Vetenskapsakademien, de huidige Kungliga Vetenskapsakademien. Dit werd het eerste item in wat uiteindelijk het museum zou worden. Na de donatie van Alströmer volgden meer donaties aan de collectie. In 1777 werd Anders Sparrman, een leerling van Carl Linnaeus, als eerste tot conservator van de collecties benoemd. In 1778 vaardigde de Vetenskapsakademien gedetailleerde regels uit voor het tonen van de collecties aan het publiek. Dit was effectief, gezien de oprichting van het eerste publieke museum in Zweden. De collecties groeiden aan het begin van de negentiende eeuw na donaties van onder andere Peter Jonas Bergius en Gustaf von Paykull. De collecties namen gedurende de negentiende eeuw in omvang toe, terwijl ook de publieke belangstelling toenam. Uiteindelijk werden de tentoonstellingsruimtes te klein, waarna er in 1916 een nieuw museumgebouw met een vloeroppervlakte van 20.000 m² werd opgeleverd in Frescati, een wijk van Stockholm.

## Collectie
De collectie bestaat uit meer dan negen miljoen specimens, waaronder planten, dieren, fossielen en mineralen.
De collectie zaadplanten bevat circa 3 miljoen items. Een gedeelte van het herbarium van Carl Linnaeus maakt deel uit van de collectie. De collectie cryptogamen bevat circa 1,5 miljoen exemplaren, waaronder varens, mossen, schimmels, korstmossen en algen.
De collectie ongewervelden bevat circa 550.000 exemplaren, waaronder sponsdieren, kwallen, koralen, wormen, schelpen, octopussen, kreeftachtigen en zee-egels. De entomologische collectie bestaat uit circa 2,5 miljoen exemplaren, waaronder tweevleugeligen, wespen, kevers, vlinders, sprinkhanen en Hemiptera. Daarnaast zijn er andere geleedpotigen in de collectie aanwezig, waaronder spinnen, schorpioenen, duizendpoten en miljoenpoten. De collectie gewervelden (vissen, vogels, zoogdieren, amfibieën en reptielen)bevat circa 300.000 specimens.
De paleozoölogische collectie omvat circa 860.000 specimens, waaronder fossiele gewervelden en ongewervelden. De collectie omvat fossielen van de gehele geschiedenis van dieren, tot meer dan 500 miljoen jaar geleden. De paleobotanische collectie omvat circa 175.000 specimens van fossiele planten. De collectie mineralen bestaat uit ongeveer 150.000 specimens, waarvan circa de helft uit Zweden afkomstig is.

## Wetenschappelijk onderzoek
Het Naturhistoriska riksmuseet is een onderzoekinstituut met een internationale reputatie. De onderzoeksstaf van het museum werkt samen met wetenschappers van over de hele wereld. Elk jaar ontvangt het museum enkele honderden gastwetenschappers. De onderzoeksgebieden waar het museum zich op richt, zijn botanie, zoölogie, paleontologie, geologie en ecotoxicologie. Het museum beschikt over diverse onderzoeksfaciliteiten, waaronder laboratoria en beeldvormende technieken.
Het museum participeert in de Flora Malesiana, een beschrijving van de flora van Maleisië, Indonesië, de Filipijnen en Nieuw-Guinea. Dit project wordt geleid door het Nationaal Herbarium Nederland.
Het museum neemt deel aan een internationaal samenwerkingsverband van natuurhistorische musea en botanische instituten die het project SYNTHESYS uitvoeren, dat door de Europese Unie gefinancierd wordt. Het Naturhistoriska riksmuseet vertegenwoordigt Zweden in de Global Biodiversity Information Facility, een internationaal samenwerkingsverband om de kennis van de wereldwijde biodiversiteit te ontsluiten. Daarnaast speelt het museum een centrale rol in de opslag van informatie in FishBase, een informatiebron over vissen van over de hele wereld. Ook participeert het museum in Fauna Europaea, een overzicht van de Europese fauna.
Het museum heeft een milieugerelateerde soortenbank waarin monsters van weefsels van vissen, vogels en zoogdieren zijn opgeslagen. Deze monsters zijn verzameld na 1964 en vormen de basis van het onderzoek naar en volgen van milieuvervuiling.
Voor het behoud van de collecties heeft het museum een gespecialiseerde groep die zich bezighoudt met conservering. Het museum leidt Zweeds onderzoek naar de bescherming tegen plagen die natuurhistorische collecties en cultureel erfgoed kunnen aantasten. Dit vindt plaats in het kader van het project PRE-MAL (Pest Research and Education - Museums Archives and Libraries). Van de onderzoeksgroep maken onder meer conservatoren, entomologen en artsen deel uit.
Het museum beheert de administratie van het Zweedse ringprogramma van vogels. Tijdens het hooikoortsseizoen publiceert het museum dagelijks voorspellingen met betrekking tot de hoeveelheid stuifmeel in de lucht.
Het museum is aangesloten bij de Naturhistoriska museers samarbetsorganisation (NAMSA), een samenwerkingsverband van natuurhistorische musea, botanische tuinen en dierentuinen in Zweden. Deze organisatie is in 1989 opgericht.

## Faciliteiten
Het museum beschikt over de IMAX-bioscoop Cosmonava, waar educatieve films worden vertoond. Daarnaast zijn er een restaurant en een museumwinkel. In de museumwinkel worden artikelen met betrekking tot natuurlijke historie verkocht. Hieronder zijn speelgoed, juwelen, postkaarten, posters, vergrootglazen, plantenpersen, fossielen, mineralen,